# O Herre Gud du hör bön
O Herre Gud du hör bön är en svensk psalm som bygger på psaltaren 65. Psalmen är skriven av Jesper Swedberg.

## Publicerad i
- Den svenska psalmboken 1694 som nummer 75 under rubriken "Konung Davids Psalmer".
- Den svenska psalmboken 1695 som nummer 66 under rubriken "Konung Davids Psalmer".[1]